# Bahnstrecke Arles–Lunel
| Arles: Eisenbahnbrücke über die Straße nach Tarascon von Vincent van Gogh, Oktober 1888 |                      | | |
| Streckennummer (SNCF): | 820 000              | | |
| Kursbuchstrecke (SNCF): | 44                   | | |
| Streckenlänge: | 44,9 km              | | |
| Spurweite: | 1435 mm (Normalspur) | | |
| Maximale Neigung: | 5 ‰                  | | |
| |                      | | |
| \| \| \| Bahnstrecke Paris–Marseille von Marseille S-C. \| \| \| \| \| Bahnstrecke Arles–Port-Saint-Louis-du-Rhône \| \| \| \| 777,5 0,0 \| Bahnstrecke Arles–Salon-de-Provence (BdR) \| Bahnstrecke Arles–Salon-de-Provence (BdR) \| \| \| \| Arles \| \| \| \| \| \| \| \| \| 1,3 \| Bahnstrecke Paris–Marseille n. Paris-Lyon und Rhône (Viaduc de Trinquetaille, 325 m), Département Gard/Bouches-du-Rhône \| Bahnstrecke Paris–Marseille n. Paris-Lyon und Rhône (Viaduc de Trinquetaille, 325 m), Département Gard/Bouches-du-Rhône \| \| \| \| \| \| \| \| 1,5 \| Streckenende (Entwidmung) \| Streckenende (Entwidmung) \| \| \| \| \| \| \| \| ~2,2 \| D 35a (ehem. N 113) \| D 35a (ehem. N 113) \| \| \| 2,5 \| Arles-RD (ex-Arles-Trinquetaille) \| Arles-RD (ex-Arles-Trinquetaille) \| \| \| \| Chemin de fer de la Camargue (CFC) n. Nîmes (1 m, 1901–1950) \| \| \| \| \| CFC nach Les Ste Marie und Le Salin de Giraud (1 m) \| \| \| \| ~3,9 \| ehem. N 572 (heute Feldweg) \| ehem. N 572 (heute Feldweg) \| \| \| ~6,1 \| Mas de Vert (Bne [?]) \| Mas de Vert (Bne [?]) \| \| \| 11,5 \| La Furanne \| 2 m \| \| \| ~12,7 \| Route de Cazeneuve à Rigaudon (ehem. N 572) \| Route de Cazeneuve à Rigaudon (ehem. N 572) \| \| \| 13,4 \| Petit Rhône (171 m); Département Bouches-du-Rhône/Gard \| Petit Rhône (171 m); Département Bouches-du-Rhône/Gard \| \| \| ~16,8 \| D 6572 (ehem. N 572) \| D 6572 (ehem. N 572) \| \| \| ~16,9 \| Gleisanlieger (Tanklager) \| Gleisanlieger (Tanklager) \| \| \| 17,0 \| Canal du Rhône à Sète (20 m) \| Canal du Rhône à Sète (20 m) \| \| \| 17,2 \| Saint-Gilles \| 7 m \| \| \| \| CFC nach Nîmes über Bouillargues \| \| \| \| 28,5 \| Gallician \| 17 m \| \| \| ~35,0 \| Bahnstrecke Saint-Césaire–Le Grau-du-Roi v. Saint-Césaire \| Bahnstrecke Saint-Césaire–Le Grau-du-Roi v. Saint-Césaire \| \| \| 35,2 \| Vistre (38 m) \| Vistre (38 m) \| \| \| 24,5 \| Le Cailar \| 7 m \| \| \| 25,0 \| Rhôny (21 m) \| Rhôny (21 m) \| \| \| 26,3 \| Amandin (28 m) \| Amandin (28 m) \| \| \| ~26,4 \| D 979 (ehem. N 579) \| D 979 (ehem. N 579) \| \| \| 26,6 38,1 \| Aimargues \| 7 m \| \| \| \| Bahnstrecke Saint-Césaire–Le Grau-du-Roi nach Le Grau \| \| \| \| 40,6 \| Vidourle (87 m); Département Gard/Hérault \| Vidourle (87 m); Département Gard/Hérault \| \| \| 41,0 \| Marsillargues \| 8 m \| \| \| \| Bahnstrecke Tarascon–Sète-Ville von Tarascon \| \| \| \| 45,0 53,5 \| Lunel \| 11 m \| \| \| \| Bahnstrecke Tarascon–Sète-Ville nach Sète \| \| |                      | | |
| |                      | Bahnstrecke Paris–Marseille von Marseille S-C.                                                                          | |
| Abzweig geradeaus und von links |                      | Bahnstrecke Arles–Port-Saint-Louis-du-Rhône                                                                             | Bahnstrecke Arles–Port-Saint-Louis-du-Rhône                                                                             |
| Abzweig quer und von links · Abzweig ehemals geradeaus und nach rechts | 777,5 0,0            | Bahnstrecke Arles–Salon-de-Provence (BdR)                                                                               | Bahnstrecke Arles–Salon-de-Provence (BdR)                                                                               |
| Bahnhof · Strecke (außer Betrieb) |                      | Arles | Arles |
| |                      | | |
| Strecke nach rechts · Grenze auf Brücke über Wasserlauf (Strecke außer Betrieb) | 1,3                  | Bahnstrecke Paris–Marseille n. Paris-Lyon und Rhône (Viaduc de Trinquetaille, 325 m), Département Gard/Bouches-du-Rhône | Bahnstrecke Paris–Marseille n. Paris-Lyon und Rhône (Viaduc de Trinquetaille, 325 m), Département Gard/Bouches-du-Rhône |
| |                      | | |
| | 1,5                  | Streckenende (Entwidmung)                                                                                               | Streckenende (Entwidmung)                                                                                               |
| |                      | | |
| Strecke mit Straßenbrücke · Strecke mit Straßenbrücke | ~2,2                 | D 35a (ehem. N 113) | D 35a (ehem. N 113) |
| Strecke · U-Bahn-Kopfbahnhof Streckenanfang · Betriebs-/Güterbahnhof Streckenende | 2,5                  | Arles-RD (ex-Arles-Trinquetaille)                                                                                       | Arles-RD (ex-Arles-Trinquetaille)                                                                                       |
| U-Bahn-Strecke quer · Kreuzung · U-Bahn-Abzweig geradeaus und nach rechts |                      | Chemin de fer de la Camargue (CFC) n. Nîmes (1 m, 1901–1950)                                                            | Chemin de fer de la Camargue (CFC) n. Nîmes (1 m, 1901–1950)                                                            |
| Strecke · U-Bahn-Strecke nach links · U-Bahn-Strecke quer |                      | CFC nach Les Ste Marie und Le Salin de Giraud (1 m)                                                                     | CFC nach Les Ste Marie und Le Salin de Giraud (1 m)                                                                     |
| ehemaliger Bahnübergang | ~3,9                 | ehem. N 572 (heute Feldweg)                                                                                             | ehem. N 572 (heute Feldweg)                                                                                             |
| Abzweig geradeaus und ehemals von rechts | ~6,1                 | Mas de Vert (Bne [?])                                                                                                   | Mas de Vert (Bne [?])                                                                                                   |
| ehemaliger Bahnhof | 11,5                 | La Furanne | 2 m |
| ehemaliger Bahnübergang | ~12,7                | Route de Cazeneuve à Rigaudon (ehem. N 572)                                                                             | Route de Cazeneuve à Rigaudon (ehem. N 572)                                                                             |
| Grenze auf Brücke über Wasserlauf | 13,4                 | Petit Rhône (171 m); Département Bouches-du-Rhône/Gard                                                                  | Petit Rhône (171 m); Département Bouches-du-Rhône/Gard                                                                  |
| ehemaliger Bahnübergang | ~16,8                | D 6572 (ehem. N 572) | D 6572 (ehem. N 572) |
| Abzweig geradeaus und ehemals von rechts | ~16,9                | Gleisanlieger (Tanklager)                                                                                               | Gleisanlieger (Tanklager)                                                                                               |
| Brücke über Wasserlauf | 17,0                 | Canal du Rhône à Sète (20 m)                                                                                            | Canal du Rhône à Sète (20 m)                                                                                            |
| U-Bahn-Kopfbahnhof Streckenanfang · ehemaliger Bahnhof | 17,2                 | Saint-Gilles | 7 m |
| U-Bahn-Strecke nach rechts (außer Betrieb) · Strecke |                      | CFC nach Nîmes über Bouillargues                                                                                        | CFC nach Nîmes über Bouillargues                                                                                        |
| ehemaliger Bahnhof | 28,5                 | Gallician | 17 m |
| Abzweig geradeaus und von rechts | ~35,0                | Bahnstrecke Saint-Césaire–Le Grau-du-Roi v. Saint-Césaire                                                               | Bahnstrecke Saint-Césaire–Le Grau-du-Roi v. Saint-Césaire                                                               |
| Brücke über Wasserlauf | 35,2                 | Vistre (38 m) | Vistre (38 m) |
| Bahnhof | 24,5                 | Le Cailar | 7 m |
| Brücke über Wasserlauf | 25,0                 | Rhôny (21 m) | Rhôny (21 m) |
| Brücke über Wasserlauf | 26,3                 | Amandin (28 m) | Amandin (28 m) |
| Bahnübergang | ~26,4                | D 979 (ehem. N 579) | D 979 (ehem. N 579) |
| Bahnhof | 26,6 38,1            | Aimargues | 7 m |
| Abzweig ehemals geradeaus und nach links |                      | Bahnstrecke Saint-Césaire–Le Grau-du-Roi nach Le Grau                                                                   | Bahnstrecke Saint-Césaire–Le Grau-du-Roi nach Le Grau                                                                   |
| Grenze auf Brücke über Wasserlauf (Strecke außer Betrieb) | 40,6                 | Vidourle (87 m); Département Gard/Hérault                                                                               | Vidourle (87 m); Département Gard/Hérault                                                                               |
| Bahnhof (Strecke außer Betrieb) | 41,0                 | Marsillargues | 8 m |
| Abzweig ehemals geradeaus und von rechts |                      | Bahnstrecke Tarascon–Sète-Ville von Tarascon                                                                            | Bahnstrecke Tarascon–Sète-Ville von Tarascon                                                                            |
| Bahnhof | 45,0 53,5            | Lunel | 11 m |
| |                      | Bahnstrecke Tarascon–Sète-Ville nach Sète                                                                               | |

Die Bahnstrecke Arles–Lunel war eine eingleisige, 45 km lange Bahnverbindung zwischen Arles und Lunel. Sie verband die Bahnstrecke Paris–Marseille im Département Bouches-du-Rhône mit der westlich gerichteten Bahnstrecke Tarascon–Sète-Ville, die von Avignon kommend, nach Bordeaux führt.

## Geschichte

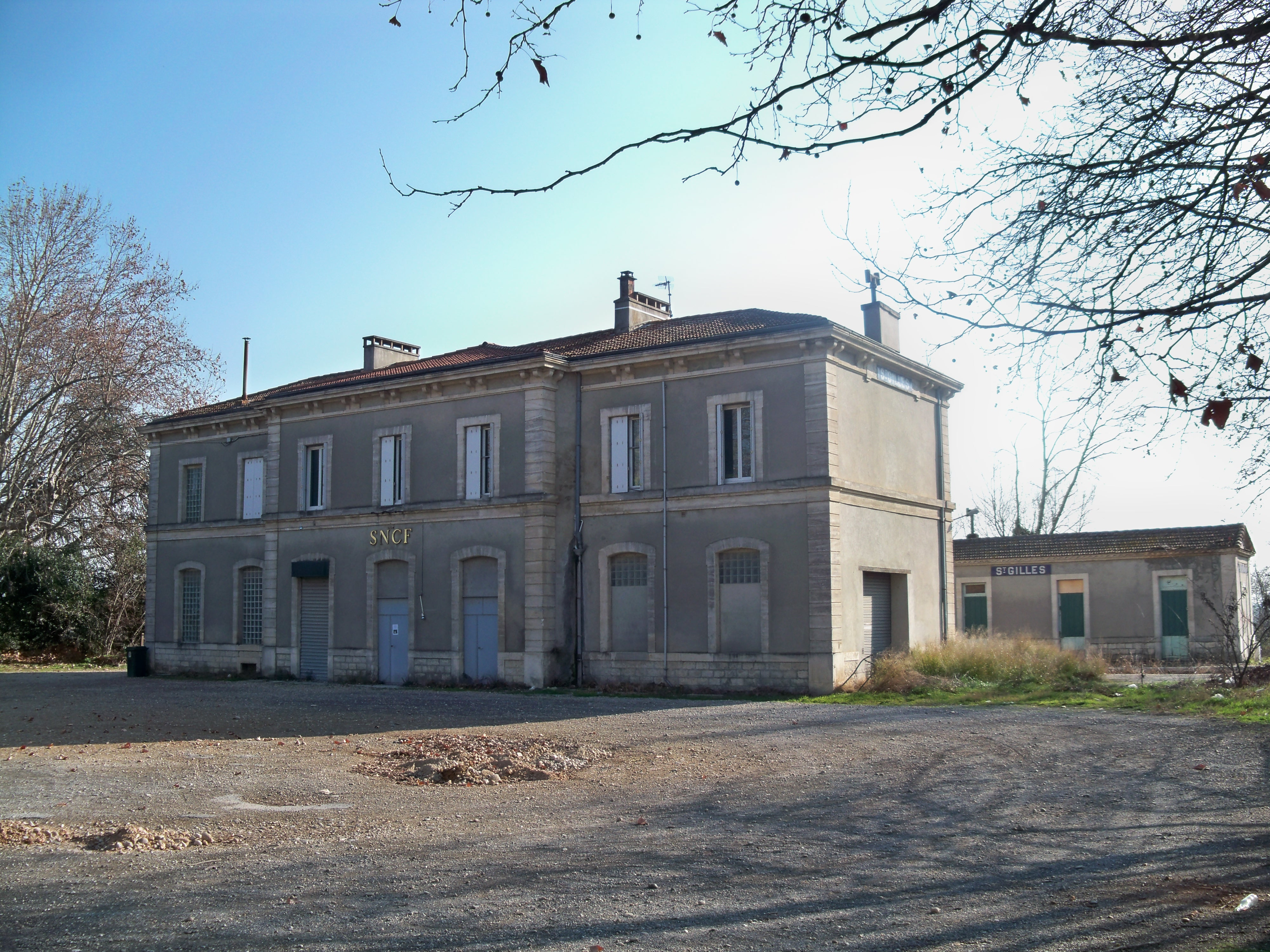
Saint-Gilles, 2012

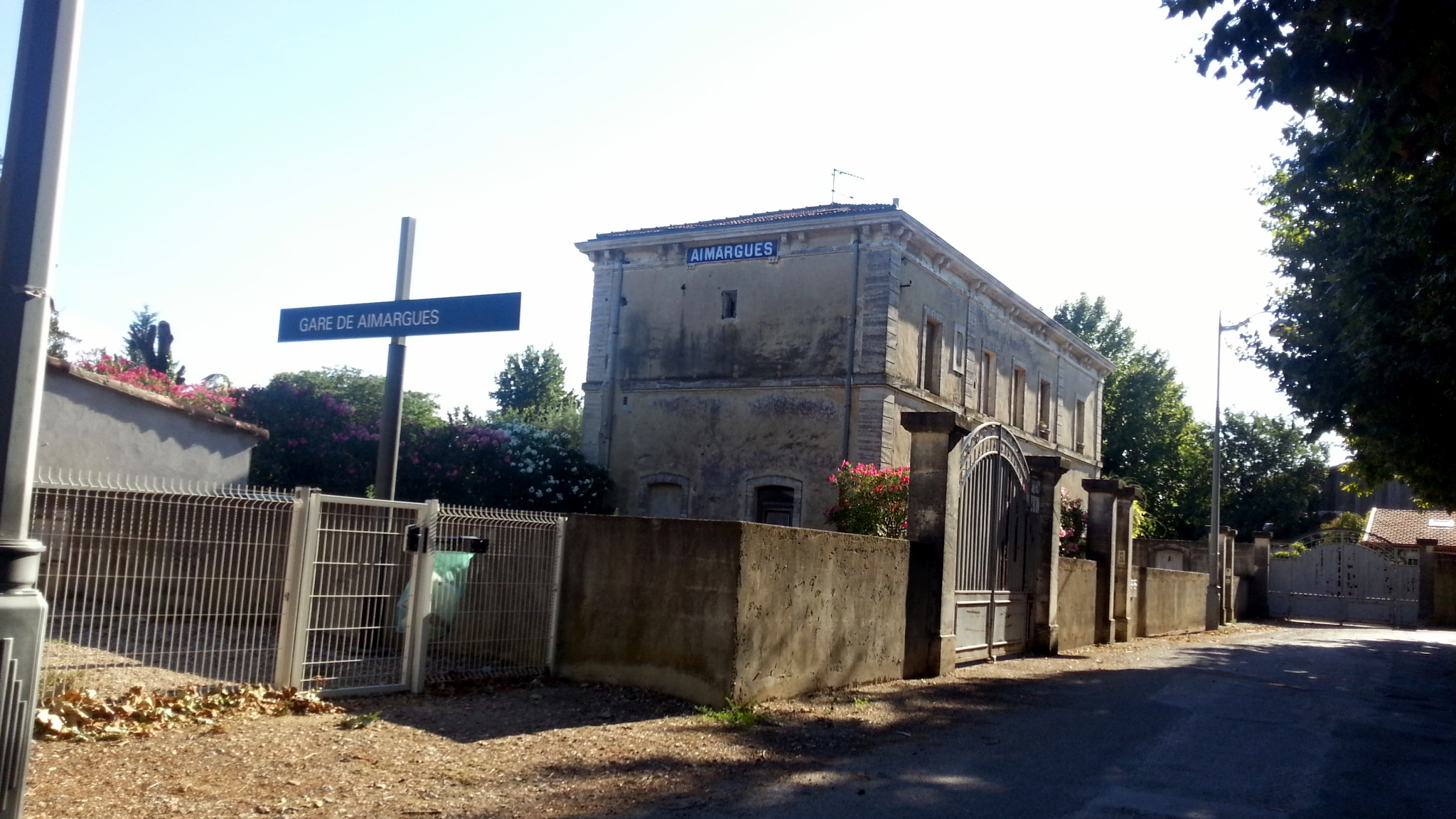
Aimargues, 2013

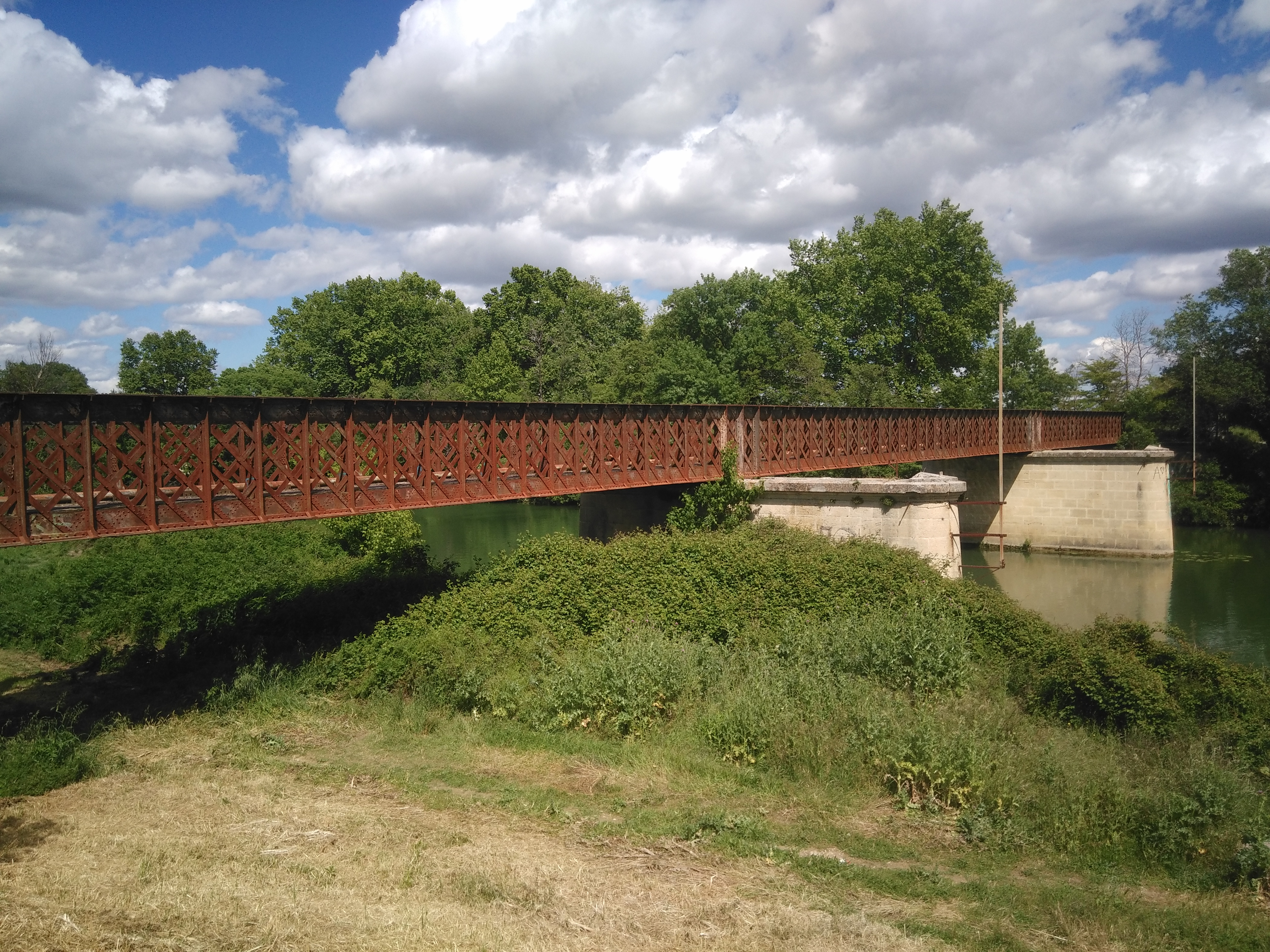
Vidourle-Brücke, 2017

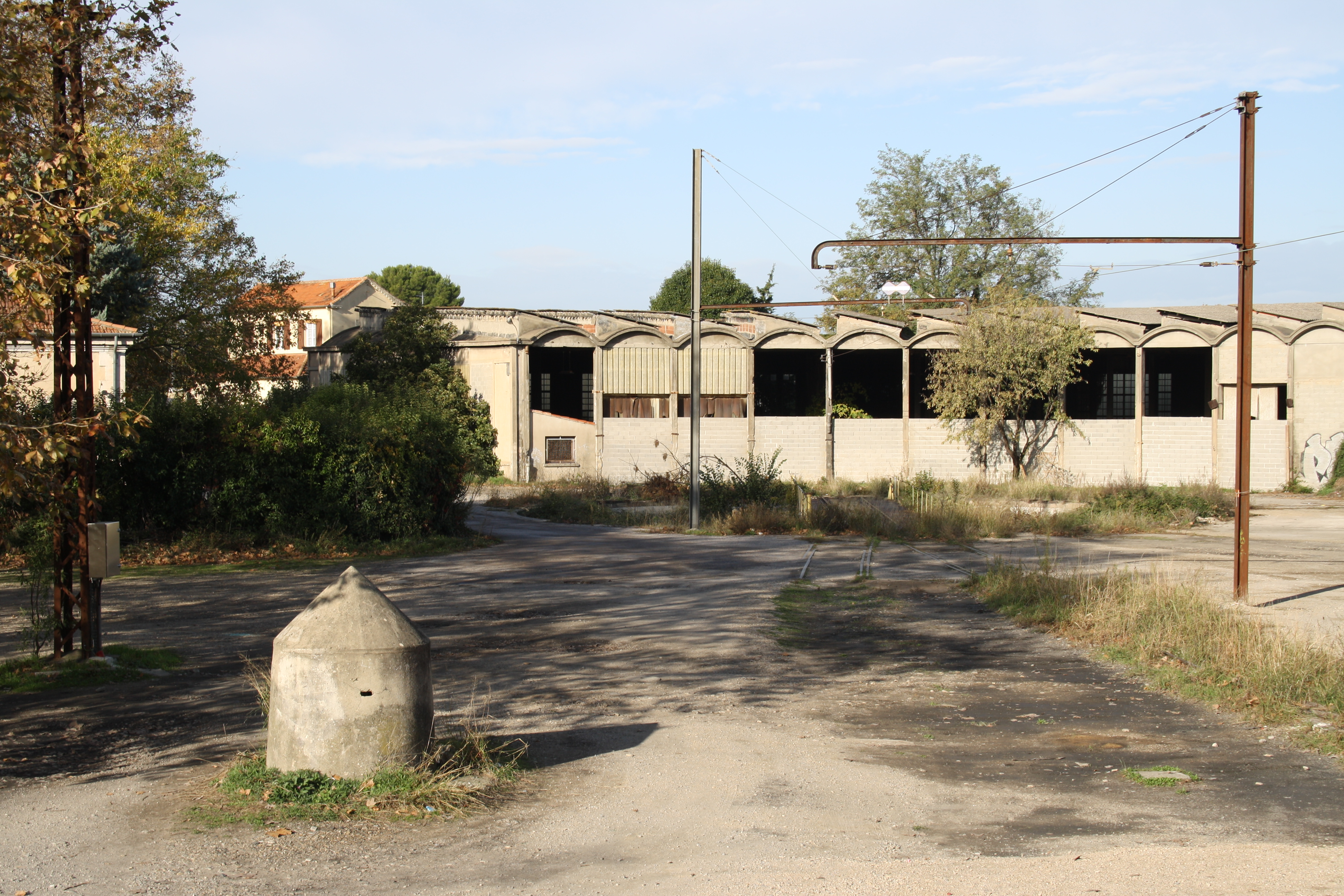
Ehemaliges Bahnbetriebswerk Lunel: Vor dem Lokschuppen die Drehscheibe und eine Splitterschutzzelle (2009)

Am 11. Juni 1863 wurde das Konzessionsgesuch der Compagnie des chemins de fer de Paris à Lyon et à la Méditerranée (PLM) bewilligt. Geplant war eine zweigleisige Strecke, die den Weg von Marseille nach Montpellier verkürzen sollte, weil die Trassierung näher an der Küstenlinie des Mittelmeers verlief. Die Inbetriebnahme war am 27. Januar 1868. Die geplante Zweigleisigkeit lässt sich noch heute an verschiedenen Kunstbauwerken ablesen.
Auf dem über vier Kilometer langen Abschnitt, der mit der Bahnstrecke Saint-Césaire–Le Grau-du-Roi zusammenfällt und die fünf Jahre später am 19. Mai 1873 in Betrieb ging, wurden zwei Parallel-Gleise verlegt. Der übrige Teil ist eingleisig. Kurz nach der Rhône-Querung befindet sich auf BK 1,5 seit November 1878 der Bahnhof Arles-Trinquetaille, der auch Anschluss an das Papierwerk und den Flusshafen hatte. Ab 1901 war dort auch der Endbahnhof der von den Chemin de fer de la Camargue (CFC) in Meterspurbreite betriebenen Bahnstrecken aus Nîmes, Salin-de-Giraud und Les Saintes-Maries-de-la-Mer. Die beiden Brückenköpfe mitsamt ihrer vier Löwenfiguren sind noch erhalten.

## Strecke
Gleich nach dem Streckenbeginn noch vor dem Viaduc de Trinquetaille (auch: Pont de Lions deutsch Löwenbrücke) mit dem die Rhône überwunden wurde, querte die Trasse in einer weiten Linkskurve den nördlichen Vorort von Arles, der organisch im Handwerks- und später im Industriemilieu gewachsen war. Mit fünf kleinen Brücken wurden Straßen und Gassen gequert, die teils keine Namen trugen.
Nachdem die Brücke am 17. Juli 1944 durch US-Alliierten Beschuss einen Brückenpfeiler beschädigt hatten, wurde sie einen Monat später, am 15. August durch die Luftwaffe zerstört, bevor die deutschen Truppen, die sie bereits vermint hatten, selbst sprengen konnten.
Die ersten eineinhalb Kilometer sind zerstört und entwidmet. Ab BK 1,5 ist die Strecke nicht mehr vorhanden, aber noch nicht entwidmet. Die vier Kilometer, auf denen sich die Strecke das Gleisbett mit der Bahnstrecke Saint-Césaire–Le Grau-du-Roi teilt, sind in Betrieb, die übrigen 6,9 km sind abgebaut und entwidmet.